# ریک هوگندورپ
ریک هوگندورپ (انگلیسی: Rick Hoogendorp؛ زادهٔ ۱۲ ژانویهٔ ۱۹۷۵) بازیکن سابق فوتبال اهل پادشاهی هلند است که در پست مهاجم بازی‌ می‌کرد.